# Noordzeeweg 4

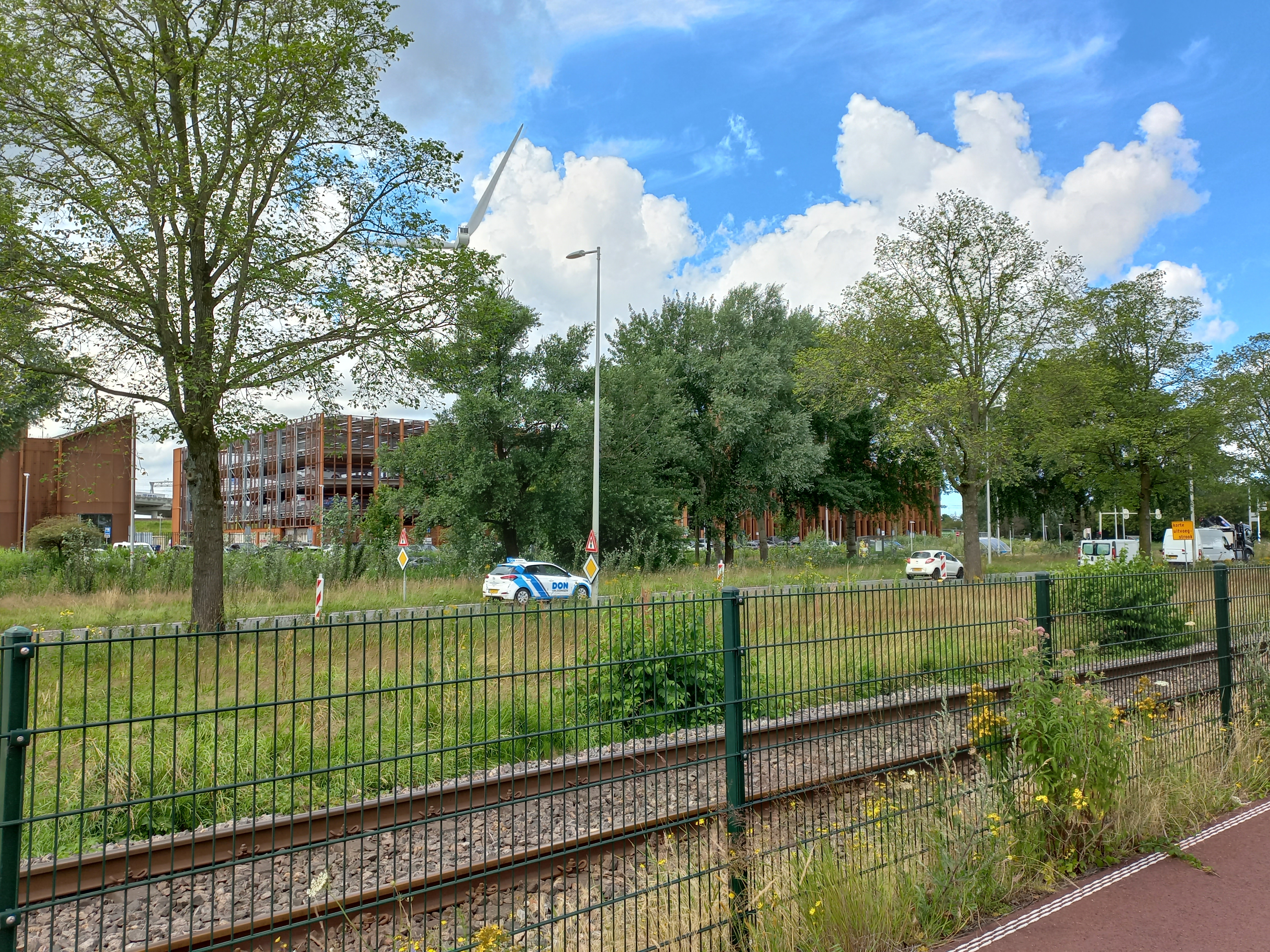
Alliander in het landschap (juli 2024)

Noordzeeweg 4 te Amsterdam is een gebouw aan de Noordzeeweg in Amsterdam-Westpoort.
De Noordzeeweg ligt in het Westelijk Havengebied, een buurt die niet bekend staat om zijn mooie architectuur. Het is een groot bedrijvengebied gelieerd aan de haven van Amsterdam. In de jaren twintig van de 21e eeuw kwam daar verandering in toen Alliander een gebouwencomplex liet neerzetten in die wijk. Het complex bestaande uit kantoortoren, bovengrondse parkeergarage en magazijn, staat op een tong tussen de westelijke uitloper van de Basisweg, de Noordzeeweg en de (deels roestige) spoorbanen voor goederenvervoer. Het gebied is uitstekend bereikbaar voor (vracht)verkeer met in de buurt een afslag van de Westrandweg annex Rijksweg 5 met haar Basiswegviaduct. Doorgaand verkeer heeft in deze buurt eigenlijk niets te zoeken; er is alleen bestemmingsverkeer.
In de bocht van de Basisweg en de spoorrails liet Alliander een gebouw neerzetten ontworpen door De Zwarte Hond, een architectencollectief in samenwerking met IMD, Copper8 en DGMR. Zij kwamen met een aantal gebouwen die een schild hebben in de vorm van cortenstaal en glas. Dit past volgens architectuurjournalist Jaap Huisman uitstekend in dit ruw van aard zijnde gebied. Hij had ook oog voor de buren, de spoorbaan. Huisman omschreef het als een treintje van gebouwen (De Zwarte Hond heeft het over een barcode). Probleem was wel dat de grond zich niet leent voor zware gebouwen of ondergronds werken; het gebied is zompig. De buitengevels van de gebouwen vallen nauwelijks op in dit gebied. Met name het kantoorgebouw werd bekender door de binnenzijde. Deze bestaat uit een skelet van meest hout. Houten kolommen en liggers vormen de dragende constructie, die opgevuld werd met betonnen tussenwanden en –vloeren en stalen leidingschachten. Vrees voor brandonveiligheid was er niet, de dikke staanders en liggers zouden op zijn hoogst wat aangevreten worden door eventueel vuur. Die grotendeels houten draagconstructie heeft als voordeel, dat mocht een oprukkende stad de grond voor iets anders nodig hebben, al het hout en de wanden opnieuw gebruikt kunnen worden. Bovendien is de parkeergarage modulair opgezet, ze kan wanneer nodig eenvoudig uitgebreid of verkleind worden. In het gebouw kwamen 700 mensen te werken. Bij de bouw zijn allerlei besparende elementen toegepast, CO2-opslag, opvang regenwater etc. Het kantoor wordt bij oplevering gebruikt door werkmaatschappijen Liander, Qirion en Kenter. Er komen niet alleen medewerkers van die bedrijven naartoe; er zijn verblijfplaatsen voor allerlei insecten, vogels en kleine zoogdieren toegepast.
De oprukkende stad was ook de oorzaak van de bouw van dit complex. Liander had als voortzetting van NUON en Gemeente-energiebedrijf (Amsterdam) een complex in gebruik nabij de Spaklerweg en de Amstelstroomlaan. Daar is de Gemeente Amsterdam dan al enige tijd bezig met de woonwijk Amstelkwartier en Liander lag in de weg. Door toenemend woon- en werkverkeer werd de bereikbaarheid aldaar er ook niet beter op. Overigens hield Liander nog kantoor in Basisweg 10, destijds ook een revolutionair gebouw midden in een havengebied.
Het gebouw, opgetrokken door Dura Vermeer werd genomineerd voor de Houtprijs 2024.